# Eupsophus altor
Az Eupsophus altor a kétéltűek (Amphibia) osztályának békák (Anura) rendjébe és az Alsodidae családba tartozó faj.

## Előfordulása
Az Eupsophus altor Chile endemikus faja. Az ország Los Ríos régiójának Valdivia tartományában, Mehuín és Los Molinos között, a parti hegység (Cordillera de la Costa) nyugati lejtőin honos. 

## Megjelenése
Kis termetű békafaj, a holotípus hím példány hossza 36,6 mm volt. Orra felülnézetben lekerekített, oldalnézetben tompa, az orrlyukak enyhén kiemelkedőek, oldalirányúak. Szemei kiemelkedőek, oldalirányúak. Hallószerve kerek; a dorsolaterális redő jól fejlett, a szemhéj hátsó sarkától indul, és a mellső végtag hátuljánál végződik. Mind maxilláris, mind premaxilláris fogak jelen vannak. Mellső végtagjai karcsúak; hátának és hasának bőre sima.

## Természetvédelmi helyzete
A vörös lista a veszélyeztetett fajok között tartja nyilván.